# Le Rapport dont vous êtes l'objet
Le Rapport dont vous êtes l'objet (Vyrozumění) est une pièce de théâtre en sept tableaux de Václav Havel, de 1965.

## Synopsis
Le directeur Gross est l'objet d'un rapport, mais celui-ci est écrit dans un langage codé connu des seuls initiés dignes de rester en fonction. Il parvient à le faire traduire par sa dactylo, mais un nouveau langage apparaît pour le prochain rapport.

## Commentaires
Le Rapport dont vous faites l'objet est monté à Paris en 1971, dans une mise en scène d'André-Louis Perinetti, alors que son auteur n'a pas encore fait parler de lui pour ses prises de position politiques.
Pour la critique du Monde, « La pièce de Vaclav Havel est profondément pessimiste, mais le ton est celui d'une comédie ironique, rapide, constamment drôle. […] Le spectacle est une caricature acerbe de la mesquinerie. »
La pièce est montée par la Compagnie Libre d'Esprit à Avignon en 2016. « Bien qu’il s’agisse d’une oeuvre de jeunesse, on y trouve déjà la finesse et l’intelligence de Vaclav Havel dans sa dénonciation de la bureaucratie made in URSS […] »

## Publication
- Le Rapport dont vous êtes l'objet, traduction de Milan Kepel), Gallimard, 1992, Coll. « Le manteau d'Arlequin ».